# Nicholas George Carr
Nicholas George Carr (1959) és un escriptor estatunidenc que ha publicat llibres i articles sobre tecnologia, negocis i cultura. El seu llibre The shallows: what the Internet is doing to our brains va ser un dels finalistes per al Premi Pulitzer el 2011 en la categoria de no-ficció.
Carr es va fer famós amb l'article de 2003 publicat a Harvard business review "IT doesn't matter" i el llibre de 2004 Does IT matter?: information technology and the corrosion of competitive advantage. En aquestes obres àmpliament discutides, va sostenir que la importància estratègica de la tecnologia de la informació en els negocis ha disminuït i s'ha tornat més comuna, estandarditzada i més barata. Les seves idees han impulsant protestes acalorades dels executius de Microsoft, Intel, HP i altres empreses líders en tecnologia, encara que altres comentaristes van defensar la seva posició. El 2005, Carr va publicar el controvertit article "La fi de la computació corporativa" al MIT Sloan Management Review, en què sostenia que les empreses en el futur compraran la tecnologia de la informació com un servei públic a proveïdors externs.
Al seu llibre The big switch: rewiring the world, from Edison to Google s'examinen les conseqüències econòmiques i socials de l'aparició d'Internet i del fenomen anomenat "cloud computing", tot comparant-les amb el que es va produir amb l'aparició de les companyies d'electricitat en el segle xx.
A l'estiu de 2008, l'article de Carr publicat a The Atlantic "Is Google making us stupid?" com la portada de la seva edició anual d'idees. Molt crític amb els efectes d'Internet sobre la cognició, l'article ha estat llegit i debatut àmpliament. El principal argument de Carr és que Internet pot tenir efectes perjudicials sobre la cognició que disminueixen la capacitat de concentració i la contemplació.
El llibre més recent de Carr, "els baixos", llançat el juny de 2010, desenvolupa aquest argument. A més de ser un candidat del Premi Pulitzer, el llibre va aparèixer en la llista del New York Times best-seller de no-ficció i ha estat traduït a 17 idiomes a més d'Anglès.